# Santo Tomé (Jaén)
Santo Tomé ist ein Dorf und eine Gemeinde (municipio) mit insgesamt 2.077 Einwohnern (Stand: 2024) im Süden der Provinz Jaén in der autonomen Region Andalusien.

## Lage
Santo Tomé liegt teilweise im Naturpark Sierras de Cazorla, Segura y Las Villas in einer Höhe von ca. 455 m. Die Entfernung zur Provinzhauptstadt Jaén beträgt knapp 70 km (Fahrtstrecke) in westsüdwestlicher Richtung. Das Klima im Winter ist gemäßigt, im Sommer dagegen warm bis heiß; die relativ geringen Niederschlagsmengen (ca. 664 mm/Jahr) fallen – mit Ausnahme der nahezu regenlosen Sommermonate – verteilt übers ganze Jahr.

## Bevölkerungsentwicklung
| Jahr      | 1970  | 1980  | 1990  | 2000  | 2010  | 2020  |
| Einwohner | 3.675 | 2.808 | 2.619 | 2.304 | 2.532 | 2.119 |

## Sehenswürdigkeiten

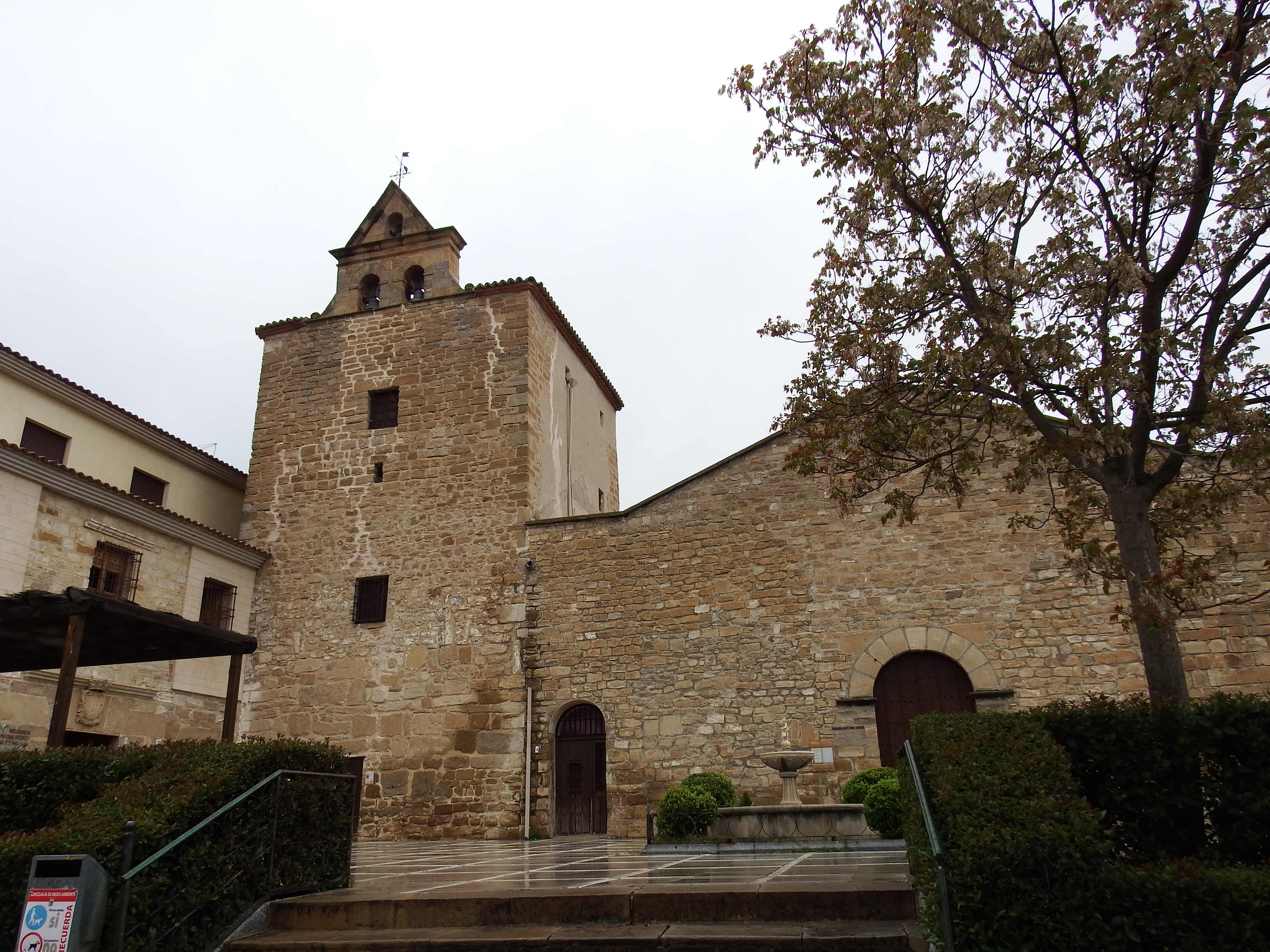
Thomaskirche
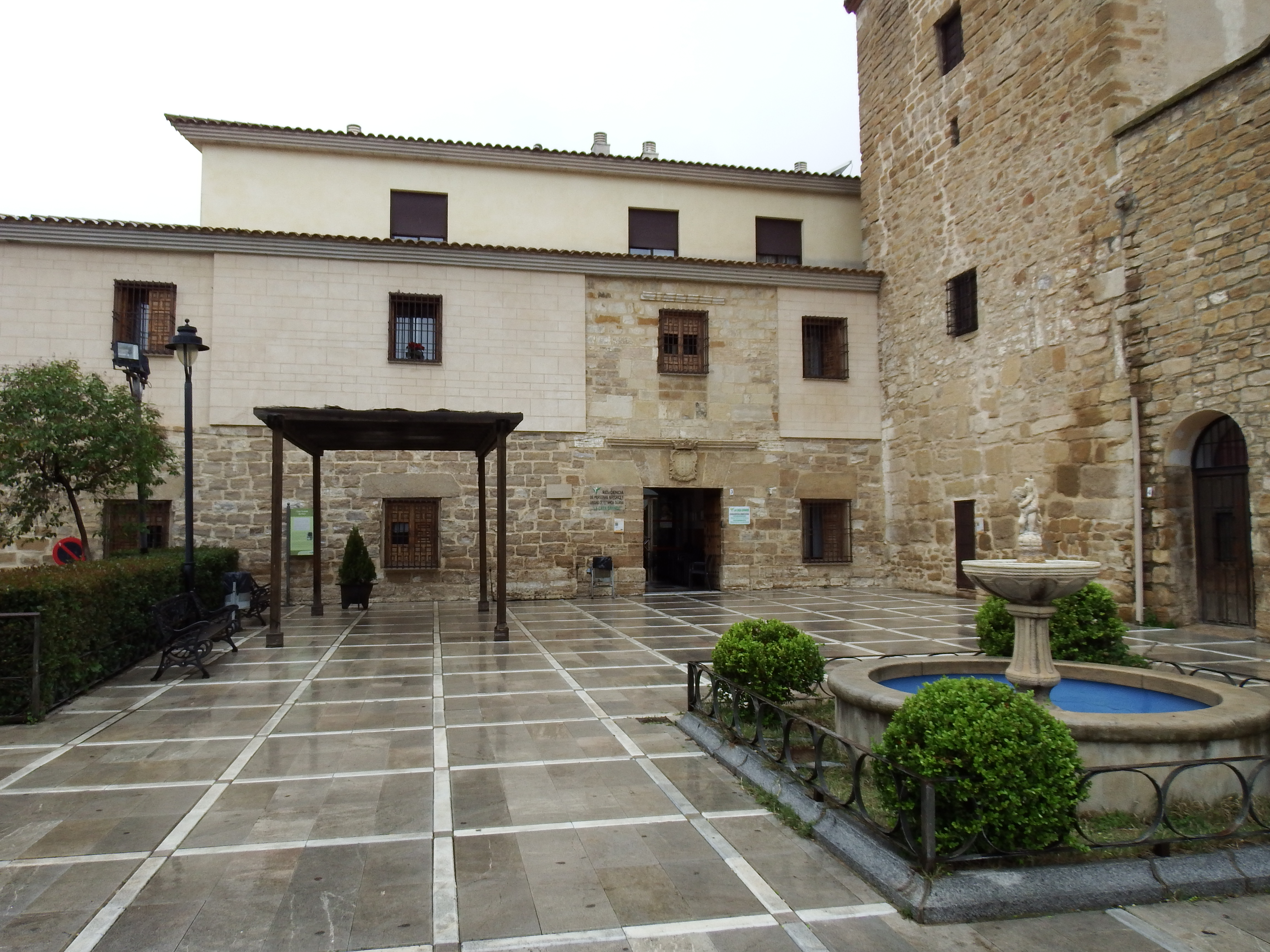
Herrenhaus des Grafen von Garcíez und der Gräfin von Montemar
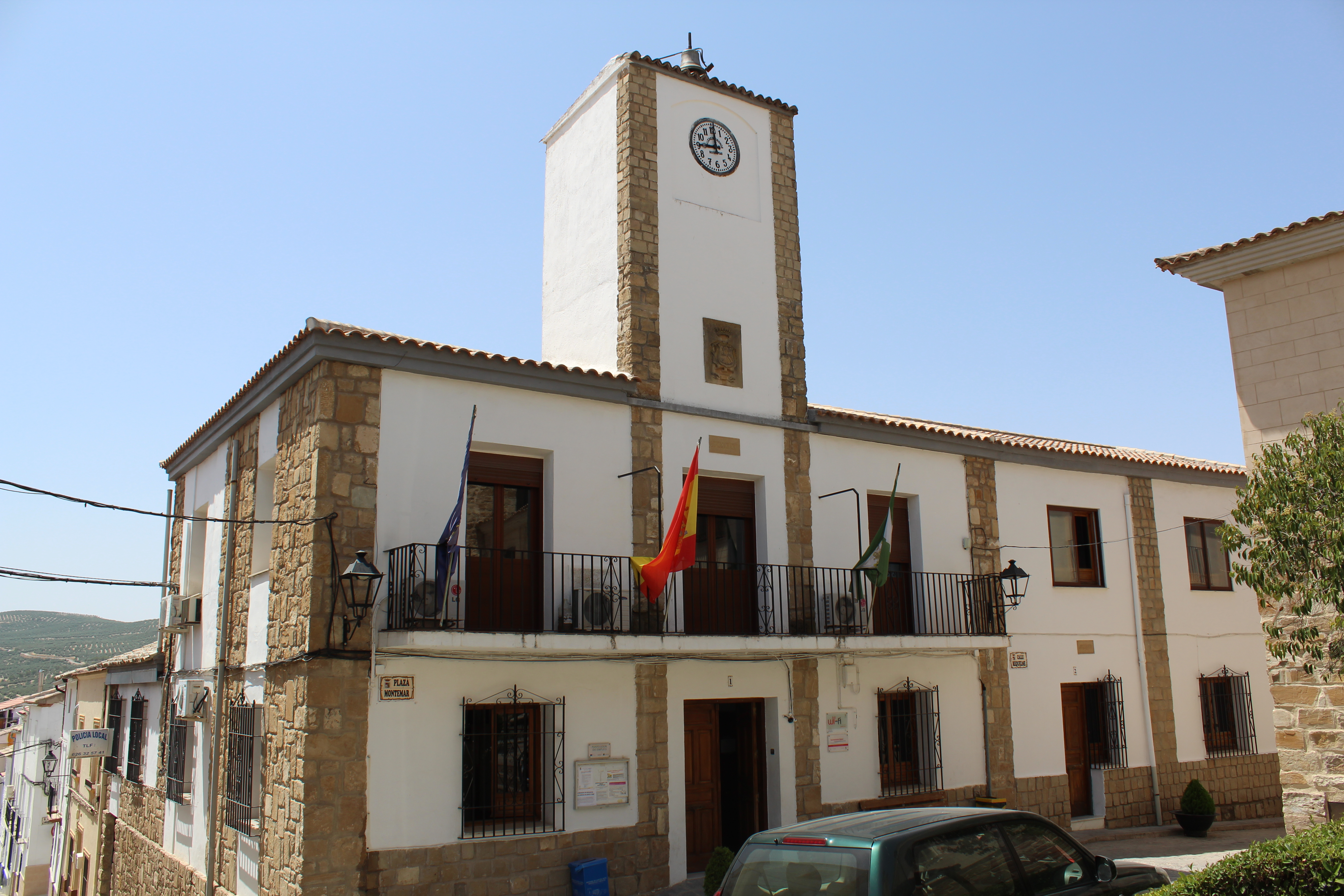
Rathaus

- Thomaskirche
- Herrenhaus des Grafen von Garcíez und der Gräfin von Montemar
- Rathaus